# Epitonium okezoko
Epitonium okezoko is een slakkensoort uit de familie van de Epitoniidae. De wetenschappelijke naam van de soort is voor het eerst geldig gepubliceerd in 1961 door Habe.